# Cyrtopholis montserrat
Espèce
Cyrtopholis montserrat est une espèce d'araignées mygalomorphes de la famille des Theraphosidae.

## Distribution
Cette espèce est endémique de Montserrat aux Antilles.

## Description
Le mâle holotype mesure 38,5 mm et la femelle paratype 42,8 mm.

## Systématique et taxinomie
Cette espèce a été décrite par Sherwood, Gabriel, Questel, Rollard et Leguin en 2024.

## Étymologie
Son nom d'espèce lui a été donné en référence au lieu de sa découverte, Montserrat.

## Publication originale
- Sherwood, Gabriel, Questel, Rollard & Leguin, 2024 : « A new species of Cyrtopholis Simon, 1892 from Montserrat with notes on some other Caribbean theraphosines (Araneae: Theraphosidae). » Arachnology, vol. 19, no 9, p. 1298-1307.